# Edui
Gli Edui furono un popolo gallico della celtica, che visse nell'odierna regione francese compresa tra il fiume Arar (Saona) e il Liger (Loira), e non tra l'Arar e il Dubis (Doubs) come dice Strabone (II,3 192). In seguito il loro territorio inglobò anche la maggior parte degli odierni dipartimenti della Saona e Loira, della Costa d'Oro e di Nièvre. Secondo Tito Livio (V, 34), presero parte alla spedizione condotta da Belloveso in Italia nel sesto secolo a.C.

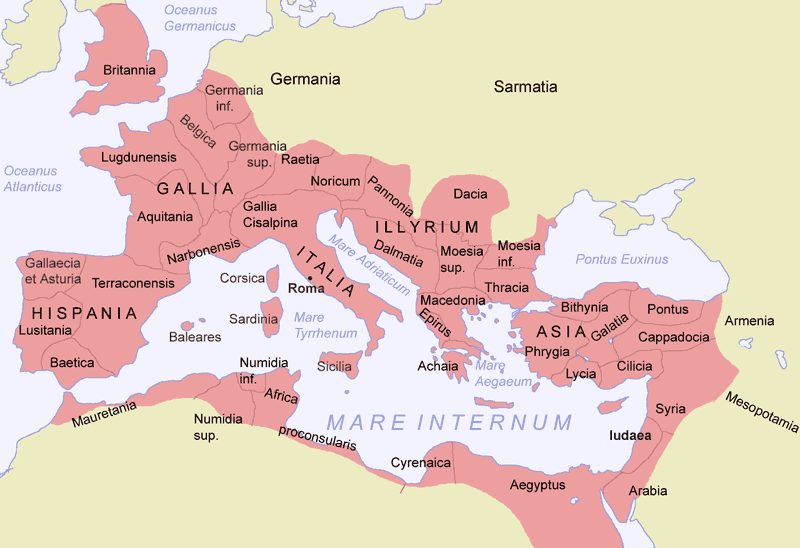
L'Impero romano con la suddivisione in province.

Prima della conquista di Gaio Giulio Cesare, gli Edui avevano già avuto contatti con i Romani, divenendo loro alleati già nella seconda metà del secondo secolo a.C. Quando i Sequani, tribù che viveva sull'altra sponda dell'Arar e continuamente in contrasto con gli Edui, invasero il territorio di questi ultimi e li sottomisero con l'aiuto del re germanico Ariovisto, gli Edui inviarono Diviziaco a Roma per chiedere aiuto al Senato, ma senza ottenere risultati.
Giunto in Gallia nel 58 a.C., Cesare restituì agli Edui la loro indipendenza. Ciononostante  si unirono alla coalizione anticesariana guidata da Vercingetorige, ma dopo la resa di quest'ultimo nell'assedio di Alesia decisero di ricostruire l'antica alleanza. Ottaviano Augusto distrusse la loro antica capitale Bibracte sul monte Beuvray, sostituendola con quella di Augustodunum (odierna Autun).
Nel 21 d.C., sotto il regno dell'imperatore Tiberio Claudio Nerone, si ribellarono guidati dal Giulio Sacroviro e distrussero Augustudunum, ma furono presto sconfitti da Gaio Silio (Tacito Annali, III, 43-46). Gli Edui furono il primo popolo gallico a ricevere dall'imperatore Claudio lo ius honorum.
Il nome di questa tribù è una possibile latinizzazione del nome proprio Heddwyn.